# Цезий (рыбы)
Цезий, или голубой цезий (лат. Caesio caerulaurea), — вид морских пелагических лучепёрых рыб из семейства цезионовых (Caesionidae). Широко распространены в Индо-Тихоокеанской области. Максимальная длина тела 35 см.

## Описание
Тело умеренно высокое, веретенообразное, несколько сжато с боков. Глаза большие, диаметр глаза обычно в 3,4—4,2 раза меньше длины головы. Рот маленький, конечный, выдвижной. Мелкие конические зубы на обеих челюстях, сошнике и нёбе. В спинном плавнике 10 колючих и 15 (редко 14 или 16) мягких лучей. В анальном плавнике 3 колючих и 12 (редко 13) мягких лучей. Спинной и анальный плавники покрыты чешуёй. В грудных плавниках 20—22 мягких луча (редко 19). Хвостовой плавник раздвоен. В боковой линии 57—65 чешуй.

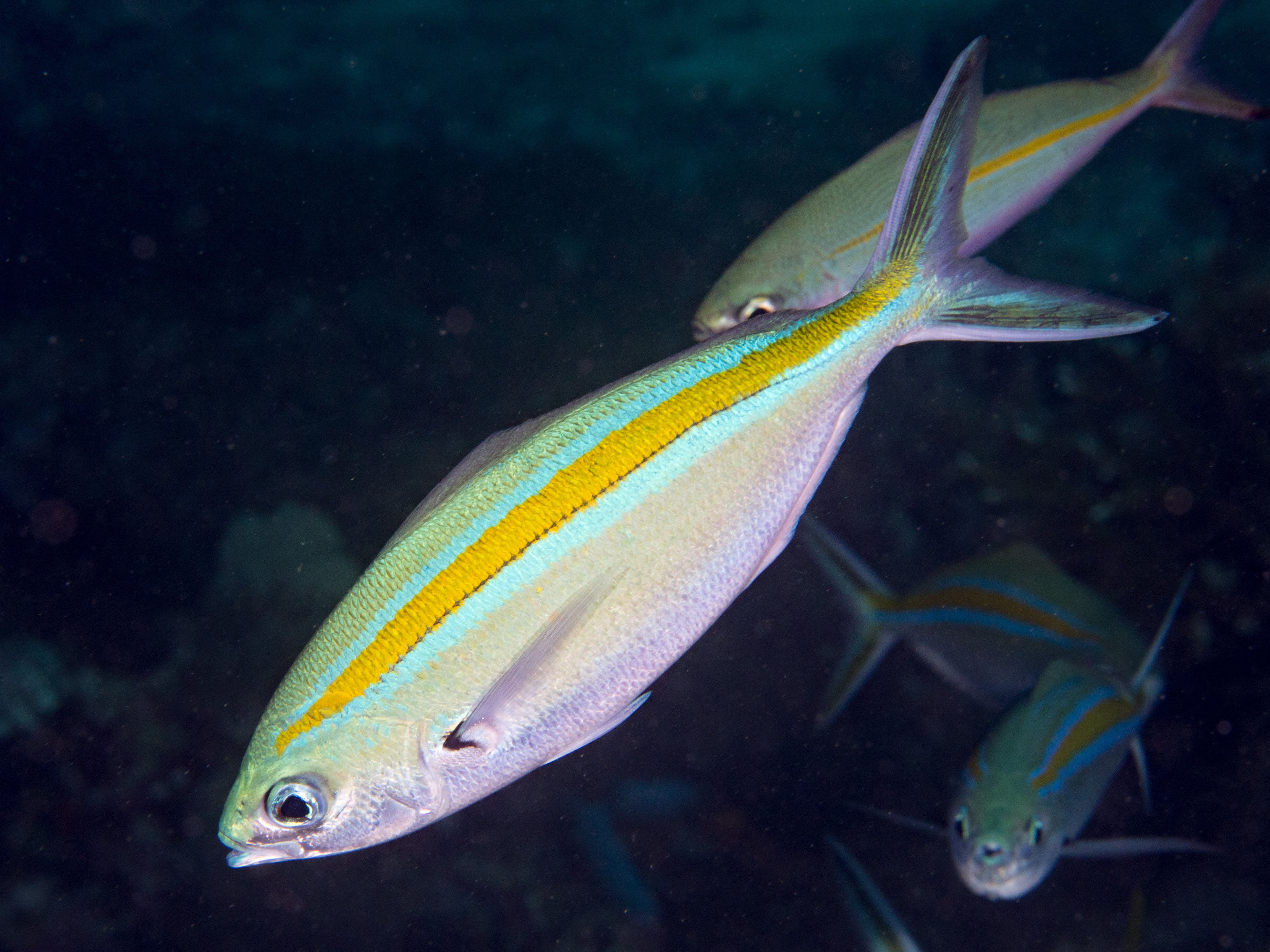

Верхняя часть тела голубоватая, нижняя часть тела от белого до бледно-голубоватого цвета. Непосредственно над боковой линией проходит жёлтая полоса, которая на хвостовом стебле проходит на один ряд чешуй выше боковой линии. Ширина полосы составляет 2 или 3 ряда чешуи; окаймлена непосредственно сверху и снизу белой или светло-голубой полосой шириной в один ряд чешуи (у молоди иногда есть еще одна черная полоса между желтой полосой и каждой из беловатых наружных полос). Лопасти хвостового плавника с чёрной срединной полосой; наружный край каждой хвостовой доли часто окаймлен белым, а внутренние края бледные. Грудные, брюшные и анальный плавники белые. Пазуха грудного плавника чёрная, над основанием есть чёрное треугольное пятно. Спинной плавник светло-голубой или бледный с чёрной дистальной каймой.
Максимальная длина тела 35 см, обычно до 25 см.

## Распространение
Широко распространены в тропических и субтропических водах Индо-Тихоокеанской области от восточного побережья Африки и Красного моря (отсутствуют в Персидском заливе) до Самоа; на север до юга Японии и на юг до Вануату и Новой Каледонии. 